# Çitköy, Bergama
Çitköy là một xã thuộc huyện Bergama, tỉnh İzmir, Thổ Nhĩ Kỳ. Dân số thời điểm năm 2010 là 206 người.